# Split Screens
Split Screens, hrvatski dokumentarno-esejistički film. Režirao ga je Bruno Pavić, a producirala Silvana Dragun.

## Tema
Film je o sredozemnom identitetu i kulturnoj baštini grada Splita. Bavi se ispitivanjem uloge svečanosti Dana Dioklecijana i Sudamje u mentalitetu grada, te kako se različiti akteri odnose prema javnom prostoru i povijesnom nasljeđu. Prolaznike se pita nekoliko pitanja na temu simbola grada — cara Dioklecijana i mučenika sv. Dujma. Na osnovi toga gledatelju se otkriva koliko Splićani poznaju svoju povijest i kako se odnose prema ‘’vertikalama grada’’ (prvotni naziv filma), uzevši u obzir da su te ‘’vertikale’’ u stvari mučenik i njegov progonitelj.